# Atactorhynchus verecundus
Atactorhynchus verecundus is een soort haakworm uit het geslacht Atactorhynchus. De worm behoort tot de familie Neoechinorhynchidae. Atactorhynchus verecundus werd in 1935 ontdekt door Chandler.